# William Hicke
Ne doit pas être confondu avec Bill Hicks.
William Lawrence Hicke, dit Bill Hicke, (né le 31 mars 1938 à Regina dans la Saskatchewan au Canada - mort le 18 juillet 2005 à Regina) est un joueur professionnel de hockey sur glace. Son frère Ernie était également un joueur de hockey.

## Carrière
Hicke jouait en tant que ailier gauche en Amérique du Nord et a commencé sa carrière en 1954-1955 en jouant pour l'équipe de sa ville natale, les Pats de Regina de la Ligue de hockey junior de la Saskatchewan.
En 1958, il rejoint la Ligue américaine de hockey et la franchise des Americans de Rochester. Au cours de cette saison, il joue un match au cours des séries éliminatoires avec la franchise des Canadiens de Montréal de la Ligue nationale de hockey, futurs vainqueurs de la Coupe Stanley. Il gagne alors le trophée Les-Cunningham en tant que joueur le plus utile de la LAH, le trophée Dudley-« Red »-Garrett en tant que meilleure recrue de la ligue et enfin le trophée John-B.-Sollenberger de meilleur pointeur.
Au cours de la saison d'après, il se fait une place chez les Canadiens de Montréal et joue pendant cinq saisons avec la franchise, gagnant une Coupe Stanley et participant aux Matchs des étoiles de la LNH de 1959 et 1960.
En 1964-1965, il joue pour les Barons de Cleveland, les Canadiens et les Rangers de New York.  En 1967-1968, il participe au repêchage d'expansion de la LNH et est choisi par les Seals d'Oakland en 5e choix. L'année d'après il participe à nouveau à un Match des étoiles. En 1971-1972, il joue pour les Penguins de Pittsburgh de la LNH et dans des ligues mineures puis joue encore une saison dans l'Association mondiale de hockey pour les Oilers de l'Alberta avant de raccrocher ses patins.
En 1993-1994, il revient dans le monde du hockey en tant qu'entraîneur des Pats pour une saison.
Il meurt en 2005 à Regina, à l'âge de 67 ans, d'un cancer.

## Statistiques
Pour les significations des abréviations, voir Statistiques du hockey sur glace.
| Saison     | Équipe                        | Ligue      |     | Saison régulière | Saison régulière | Saison régulière | Saison régulière | Saison régulière |   | Séries éliminatoires | Séries éliminatoires | Séries éliminatoires | Séries éliminatoires | Séries éliminatoires |
| Saison     | Équipe                        | Ligue      | PJ  | B                | A                | Pts              | Pun              | PJ               | B | A                    | Pts                  | Pun                  |                      |                      |
| 1956-1957  | Pats de Regina                | SJHL       |     |                  |                  |                  |                  |                  |   |                      |                      |                      |                      |                      |
| 1957-1958  | Pats de Regina                | SJHL       | 0   | 54               | 43               | 97               | 144              |                  |   |                      |                      |                      |                      |                      |
| 1958-1959  | Americans de Rochester        | LAH        | 69  | 41               | 56               | 97               | 41               | 5                | 1 | 1                    | 2                    | 12                   |                      |                      |
| 1958-1959  | Canadiens de Montréal         | LNH        |     |                  |                  |                  |                  | 1                | 0 | 0                    | 0                    | 0                    |                      |                      |
| 1959-1960  | Americans de Rochester        | LAH        | 14  | 8                | 5                | 13               | 22               |                  |   |                      |                      |                      |                      |                      |
| 1959-1960  | Canadiens de Montréal         | LNH        | 43  | 3                | 10               | 13               | 17               | 7                | 1 | 2                    | 3                    | 0                    |                      |                      |
| 1960-1961  | Canadiens de Montréal         | LNH        | 70  | 18               | 27               | 45               | 31               | 5                | 2 | 0                    | 2                    | 19                   |                      |                      |
| 1961-1962  | Canadiens de Montréal         | LNH        | 70  | 20               | 31               | 51               | 42               | 6                | 0 | 2                    | 2                    | 14                   |                      |                      |
| 1962-1963  | Canadiens de Montréal         | LNH        | 70  | 17               | 22               | 39               | 39               | 5                | 0 | 0                    | 0                    | 0                    |                      |                      |
| 1963-1964  | Canadiens de Montréal         | LNH        | 48  | 11               | 9                | 20               | 41               | 7                | 0 | 2                    | 2                    | 2                    |                      |                      |
| 1964-1965  | Barons de Cleveland           | LAH        | 6   | 3                | 2                | 5                | 2                |                  |   |                      |                      |                      |                      |                      |
| 1964-1965  | Canadiens de Montréal         | LNH        | 17  | 0                | 1                | 1                | 6                |                  |   |                      |                      |                      |                      |                      |
| 1964-1965  | Rangers de New York           | LNH        | 40  | 6                | 11               | 17               | 26               |                  |   |                      |                      |                      |                      |                      |
| 1965-1966  | Rangers du Minnesota          | LCPH       | 3   | 2                | 0                | 2                | 4                |                  |   |                      |                      |                      |                      |                      |
| 1965-1966  | Rangers de New York           | LNH        | 49  | 9                | 18               | 27               | 21               |                  |   |                      |                      |                      |                      |                      |
| 1966-1967  | Clippers de Baltimore         | LAH        | 18  | 14               | 14               | 28               | 15               | 9                | 6 | 8                    | 14                   | 23                   |                      |                      |
| 1966-1967  | Rangers de New York           | LNH        | 48  | 3                | 4                | 7                | 11               |                  |   |                      |                      |                      |                      |                      |
| 1967-1968  | Seals d'Oakland               | LNH        | 52  | 21               | 19               | 40               | 32               |                  |   |                      |                      |                      |                      |                      |
| 1968-1969  | Seals d'Oakland               | LNH        | 67  | 25               | 36               | 61               | 68               | 7                | 0 | 3                    | 3                    | 4                    |                      |                      |
| 1969-1970  | Seals d'Oakland               | LNH        | 69  | 15               | 29               | 44               | 14               | 4                | 0 | 1                    | 1                    | 2                    |                      |                      |
| 1970-1971  | Golden Seals de la Californie | LNH        | 74  | 18               | 17               | 35               | 41               |                  |   |                      |                      |                      |                      |                      |
| 1971-1972  | Wings de Fort Worth           | LCH        | 34  | 9                | 10               | 19               | 51               | 7                | 0 | 5                    | 5                    | 12                   |                      |                      |
| 1971-1972  | Wings de Tidewater            | LAH        | 16  | 4                | 2                | 6                | 6                |                  |   |                      |                      |                      |                      |                      |
| 1971-1972  | Penguins de Pittsburgh        | LNH        | 12  | 2                | 0                | 2                | 6                |                  |   |                      |                      |                      |                      |                      |
| 1972-1973  | Oilers de l'Alberta           | AMH        | 73  | 14               | 24               | 38               | 20               | 1                | 0 | 0                    | 0                    | 0                    |                      |                      |
| Totaux LNH | Totaux LNH                    | Totaux LNH | 729 | 168              | 234              | 402              | 395              | 42               | 3 | 10                   | 13                   | 41                   |                      |                      |

### Équipes d'étoiles et trophées
- 1959 : nommé dans la 1re équipe d'étoiles de la Ligue américaine de hockey.
- 1959 : remporte le trophée John-B.-Sollenberger de la LAH.
- 1959 : remporte le trophée Les-Cunningham avec Rudy Migay de la LAH.